# Atlético Madrid BM
Atlético Madrid Balonmano foi um clube de handebol de Madrid, Espanha,  na qual fazia parte da agremiação Atlético de Madrid. O clube foi fundado em 1951 e dissolvido em 1994, ganhando a Liga ASOBAL por onze vezes.

## Títulos

### EHF
- Vice-Campeão: (1). 1984–85.

### Liga ASOBAL
- Campeão (11). 1951-52, 1953-54, 1961–62, 1962–63, 1963–64, 1964–65, 1978–79, 1980–81, 1982–83, 1983–84, 1984–85.

### Copa do Rey
- Campeão (10). 1962, 1963, 1966, 1967, 1968, 1978, 1979, 1981, 1982, 1987

## Ligações Externas
- página na EHF